# Liste der Bodendenkmäler in Großkarolinenfeld
Auf dieser Seite sind die Bodendenkmäler in der oberbayerischen Gemeinde Großkarolinenfeld zusammengestellt. Diese Tabelle ist eine Teilliste der Liste der Bodendenkmäler in Bayern. Grundlage ist die Bayerische Denkmalliste, die auf Basis des Bayerischen Denkmalschutzgesetzes vom 1. Oktober 1973 erstmals erstellt wurde und seither durch das Bayerische Landesamt für Denkmalpflege geführt wird. Die folgenden Angaben ersetzen nicht die rechtsverbindliche Auskunft der Denkmalschutzbehörde.

## Bodendenkmäler in Großkarolinenfeld
| Lage                      | Objekt | Akten-Nr.     | Bild                                                      |
| ------------------------- | --- | ------------- | --------------------------------------------------------- |
| Hauptstraße 12 (Standort) | Untertägige mittelalterliche und frühneuzeitliche Befunde und Funde im Bereich der katholischen Pfarrkirche Heilig Kreuz in Tattenhausen und ihrer Vorgängerbauten. | D-1-8038-0054 | weitere Bilder                                            |
| (Standort)                | Hofwüstung der frühen Neuzeit (Krippelstätt). | D-1-8038-0055 | Gemeindegebiet                                            |
| (Standort)                | Untertägige mittelalterliche und frühneuzeitliche Befunde und Funde im Bereich der katholischen Filialkirche St. Leonhard in Hilperting und ihrer Vorgängerbauten.  | D-1-8038-0057 | Untertägige mittelalterliche und frühneuzeitliche Befunde |
| (Standort)                | Untertägige frühneuzeitliche Befunde und Funde im Bereich der katholischen Filialkirche Heilig Kreuz in Thann.                                                      | D-1-8138-0278 | weitere Bilder                                            |